# Кульбаба осенняя
Кульба́ба осе́нняя (лат. Scorzoneroides autumnalis) — вид многолетних травянистых растений, относящийся к роду Scorzoneroides семейства Астровые, или Сложноцветные (Asteraceae). Ранее включался в состав рода Кульбаба (Leontodon) и по настоящее время встречается под этим устаревшим названием ввиду отсутствия устоявшегося русскоязычного названия рода Scorzoneroides.

## Название
Научное латинское родовое название Scorzoneroides образовано от названия ботанического рода Scorzonera — Козелец и суффикса лат. -oīdēs со значением "подобный, похожий" и может быть интерпретировано как "козельцевидный". В авторитетных источниках русскоязычное название рода Scorzoneroides не встречается, для именования видов употребляется таксономически устаревшее "Кульбаба". 
Научный латинский видовой эпитет autumnalis происходит от лат. auctumnalis и означает "осенний", что отражает характерный для вида пик цветения, приходящийся на осенние месяцы. Русскоязычное название является смысловым переводом латинского.

## Ботаническое описание[4][5][6][7][8]

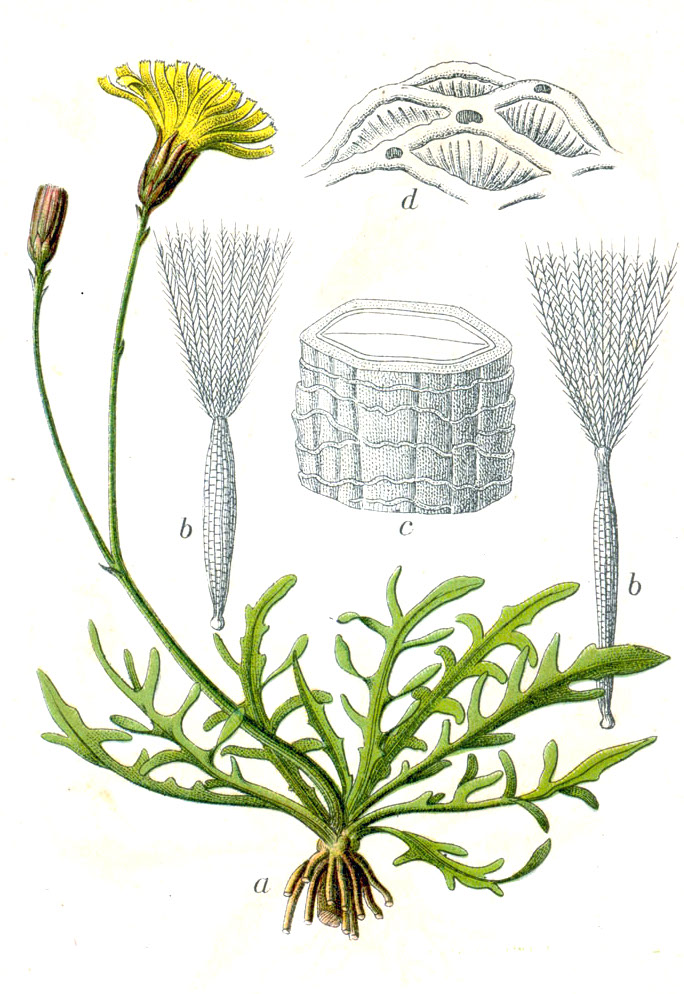

Многолетнее травянистое полиморфное растение. Голое или с редкими простыми волосками. Высота — (5-)10—50(-60) см.
Корневая система стержневая с мелкими ответвлениями. Корневище укороченное с многочисленными крепкими волокнами.
Стебли приподнимающиеся, вильчато-ветвистые (реже простые), с немногочисленными мелкими линейными или шиловидными, прижатыми к стеблю листьями. 
Большинство листьев собрано в лежачую прикорневую розетку. По форме листья ланцетные, глубоко перисто-раздельные, 20—200 х 3—30 мм, на длинных крылатых черешках. Реже цельнокрайние или почти цельнокрайние. 
Корзинки многоцветковые, расположены по (1-)2—7 на верхушках стеблей, до цветения не поникающие. Во время цветения до 2 см длиной. Все цветки в корзинке язычковые, обоеполые, жёлтой окраски, с красноватой полосой по внешней стороне, очень редко внешние цветки бледно-фиолетовые. Рыльца пестиков чёрные.
Плод — цилиндрическая красно-коричневая семянка без носика 5 мм длиной, с однорядным хохолком 6—7 мм длиной. Плодовитость одного растения до 4900 семянок.
Цветение обычно со второго года, июнь-октябрь с пиком в осенние месяцы. 
Размножается семенами. Всходы появляются весной с апреля по май, либо в начале осени. Максимальная глубина прорастания семянок — не более 6см. Прорастание начинается при температуре от +6 °C, с оптимумов +20 °C - +24 °C. Осенние всходы зимуют в виде розеток. 
Хромосомное число 2n=12, 24.

## Распространение и экология[4][5]
Природный ареал охватывает Западную и Центральную Европу, Скандинавию, Средиземный регион, как заносное растение встречается в Северной Америке. В России распространен по всей европейской части, на Кавказе, в Западной Сибири, как заносное — в Восточной Сибири и на Дальнем Востоке. 
Растёт на лугах, лесных полянах и опушках, полях, залежах, у дорог и в населенных пунктах. Гемикриптофит.

## Значение и использование
- Один из распространённых многолетних сорняков. Засоряет зерновые хлеба, огороды, посевы многолетних трав, городские газоны. В некоторых регионах является карантинным организмом.[8]
- Растение является хорошим осенним медоносом, который охотно посещается пчелами для сбора нектара и пыльцы. Одной цветочной корзинкой в сутки выделяется нектар с содержанием примерно 1,9 мг сахара. Общая медовая продуктивность - около 100 кг с 1 га. Основная ценность вида в растянутом сроке цветения, захватывающим осенние месяцы, когда остается мало других медоносов, а также в секреции нектара даже при низких температурах при 6-7°C.[9]
- Кормовое растение[4].
- Используется в народной медицине при лечении респираторных заболеваний[4].

## Классификация

### Таксономия[10]
Scorzoneroides autumnalis (L.) Moench, 1794, Methodus : 549
Вид Кульбаба осенняя относится к роду Scorzoneroides семейства Астровые (Asteraceae) порядка Астроцветные (Asterales). Кладограмма в соответствии с Системой APG IV по состоянию на июнь 2023 года:
|  |                                      |  |                                   |                                   |                    |  | ещё 10 семейств | ещё 10 семейств |                    |  |                         |  | еще 21 подтвержденный вид и 4 таксона, ожидающих подтверждения | еще 21 подтвержденный вид и 4 таксона, ожидающих подтверждения |  |
|  |                                      |  |                                   |                                   |                    |  | ещё 10 семейств | ещё 10 семейств |                    |  |                         |  | еще 21 подтвержденный вид и 4 таксона, ожидающих подтверждения | еще 21 подтвержденный вид и 4 таксона, ожидающих подтверждения |  |
|  |                                      |  |                                   | порядок Зонтикоцветные            |                    |  |                 |                 | род Scorzoneroides |  |                         |  |                                                                |                                                                |  |
|  |                                      |  |                                   | порядок Зонтикоцветные            |                    |  |                 |                 | род Scorzoneroides |  | 3 внутривидовых таксона |  |                                                                |                                                                |  |
|  | отдел Цветковые, или Покрытосеменные |  |                                   |                                   | семейство Астровые |  |                 |                 | Кульбаба осенняя   |  |                         |  |                                                                |                                                                |  |
|  | отдел Цветковые, или Покрытосеменные |  |                                   |                                   |                    |  |                 |                 |                    |  |                         |  |                                                                |                                                                |  |
|  |                                      |  | ещё 63 порядка цветковых растений | ещё 63 порядка цветковых растений |                    |  |                 | ещё 1787 родов  | ещё 1787 родов     |  |                         |  |                                                                |                                                                |  |
|  |                                      |  |                                   | ещё 63 порядка цветковых растений |                    |  |                 |                 | ещё 1787 родов     |  |                         |  |                                                                |                                                                |  |

### Внутривидовые таксоны
- Scorzoneroides autumnalis subsp. autumnalis  (L.) Moench
- Scorzoneroides autumnalis subsp. borealis  (Ball) Greuter
- Scorzoneroides autumnalis var. keretina  (F.Nyl.) Väre

### Синонимы
- Apargia autumnalis  (L.) Hoffm.
- Apargia autumnalis subsp. autumnalis
- Apargia autumnalis var. autumnalis
- Apargia taraxaci  Hornem.
- Hedypnois autumnalis  Huds.
- Lactuca autumnalis  Bernh.
- Leontodon autumnalis  Oed.
- Leontodon autumnalis  L.
- Leontodon autumnalis subsp. palustris  Ball
- Leontodon autumnalis subsp. pratensis  Arcang.
- Leontodon autumnalis var. autumnalis
- Leontodon brachysiphon  Peterm.
- Oporinia autumnalis  D.Don
- Oporinia runcinata  Kitt.
- Picris autumnalis  All.
- Scorzonera autumnalis  Lam.
- Scorzoneroides autumnalis var. autumnalis
- Taraxacum autumnale  Gueldenst. ex Ledeb.
- Virea autumnalis  Gray
- Virea autumnalis var. autumnalis
- Virea autumnalis var. pratensis  House